# Kvarnträsk (sjö i Finland, Nyland)
Kvarnträsk är en sjö i Sjundeå kommun i Finland.   Den ligger i landskapet Nyland, i den södra delen av landet, 40 km väster om huvudstaden Helsingfors. Kvarnträsk ligger 16 meter över havet.  Arean är 19,5 hektar och strandlinjen är 2,76 kilometer lång. Sjön  ingår i Finska vikens kustområde. 